# Sabrina Santamaria
Sabrina Santamaria (24 de febrero de 1993) es una jugadora de tenis estadounidense.

## Títulos WTA (3; 0+3)

### Dobles (3)
| Leyenda                                |
| -------------------------------------- |
| Grand Slam (0)                         |
| Juegos Olímpicos (0)                   |
| WTA Finals (0)                         |
| P. Mandatory & Premier 5, WTA 1000 (0) |
| Premier, WTA 500 (0)                   |
| International, WTA 250 (3)             |

| N.º | Fecha               | Torneo    | Superficie    | Pareja             | Oponentes en la final                   | Resultado        |
| --- | ------------------- | --------- | ------------- | ------------------ | --------------------------------------- | ---------------- |
| 1.  | 6 de marzo de 2022  | Monterrey | Dura          | Catherine Harrison | Han Xinyun Yana Sizikova                | 1-6, 7-5, [10-6] |
| 2.  | 26 de mayo de 2023  | Rabat     | Tierra batida | Yana Sizikova      | Lidziya Marozava Ingrid Gamarra Martins | 3-6, 6-1, [10-8] |
| 3.  | 20 de abril de 2025 | Ruan      | Tierra batida | Aleksandra Krunić  | Irina Khromacheva Linda Nosková         | 6-0, 6-4         |

#### Finalista (6)
| N.º | Fecha                    | Torneo          | Superficie    | Pareja            | Oponentes en la final                | Resultado        |
| --- | ------------------------ | --------------- | ------------- | ----------------- | ------------------------------------ | ---------------- |
| 1.  | 3 de marzo de 2018       | Acapulco        | Dura          | Kaitlyn Christian | Tatjana Maria Heather Watson         | 5-7, 6-2, [2-10] |
| 2.  | 28 de abril de 2019      | Estambul        | Tierra batida | Alexa Guarachi    | Tímea Babos Kristina Mladenovic      | 1-6, 0-6         |
| 3.  | 28 de septiembre de 2019 | Tashkent        | Dura          | Dalila Jakupović  | Hayley Carter Luisa Stefani          | 3-6, 6-7(4)      |
| 4.  | 21 de marzo de 2021      | San Petersburgo | Dura (i)      | Kaitlyn Christian | Nadiia Kichenok Ioana Raluca Olaru   | 6-2, 3-6, [8-10] |
| 5.  | 25 de septiembre de 2022 | Seúl            | Dura          | Asia Muhammad     | Kristina Mladenovic Yanina Wickmayer | 3-6, 2-6         |
| 6.  | 5 de enero de 2025       | Auckland        | Dura          | Aleksandra Krunić | Xinyu Jiang Fang-Hsien Wu            | 4-6, 3-6         |

## Títulos WTA 125s

### Dobles (3–0)
| Resultado | Fecha                 | Torneos    | Superficie    | Pareja            | Oponentes en la final              | Resultado           |
| --------- | --------------------- | ---------- | ------------- | ----------------- | ---------------------------------- | ------------------- |
| Campeona  | 8 de mayo de 2021     | Saint-Malo | Tierra batida | Kaitlyn Christian | Hayley Carter Luisa Stefani        | 7-6(4), 4-6, [10-5] |
| Campeona  | 11 de febrero de 2024 | Mumbai     | Dura          | Dalila Jakupović  | Arianne Hartono Prarthana Thombare | 6-4, 6-3            |
| Campeona  | 8 de junio de 2024    | Makarska   | Tierra batida | Iryna Shymanovich | Nao Hibino Oksana Kalashnikova     | 6-4, 3-6, [10-6]    |